# Kerdîlivșciîna, Lebedîn
Kerdîlivșciîna (în ucraineană Кердилівщина) este un sat în comuna Vorojba din raionul Lebedîn, regiunea Sumî, Ucraina.

## Demografie
Componența lingvistică a localității Kerdîlivșciîna
     Ucraineană (100%)
Conform recensământului din 2001, toată populația localității Kerdîlivșciîna era vorbitoare de ucraineană (100%).